# Jakub Lasota
Jakub Lasota (ur. 29 listopada 1975 w Mielcu) – polski aktor teatralny i telewizyjny, wokalista.

## Życiorys
Absolwent Wydziału Aktorskiego Państwowej Wyższej Szkoły Teatralnej we Wrocławiu. W 1997 roku, jeszcze jako student PWST, otrzymał etat w Teatrze nr 12 we Wrocławiu pod dyrekcją Wojciecha Kościelniaka.
Jego oficjalny debiut teatralny na scenie zawodowej nastąpił 18 listopada 1998 roku – w roli S z Zabawy w spektaklu Historia PRL według Mrożka, w reżyserii Jerzego Jarockiego w Teatrze Polskim we Wrocławiu. Natomiast debiut filmowy Jakuba Lasoty w 1999 roku, to drugoplanowa rola Janusza w serialu Życie jak poker.
Jako aktor teatralny pracował dotychczas na scenach Warszawy (Teatr Dramatyczny, Teatr Roma, Teatr Na Woli), Wrocławia (Teatr Polski, Teatr Muzyczny „Capitol”, Teatr Nr 12), Chorzowa (Teatr Rozrywki) i Tarnowa (Teatr Dramatyczny). Zagrał w realizacjach Teatru Telewizji i popularnych serialach TV. Użyczał również głosu w dubbingu do filmów animowanych i gier komputerowych. Od 2000 roku związany przede wszystkim z Warszawą, gdzie mieszka i pracuje. Jest członkiem założycielem Stowarzyszenia Inicjatyw Społeczno-Kulturalnych Stacja Muranów w Warszawie.

## Teatr

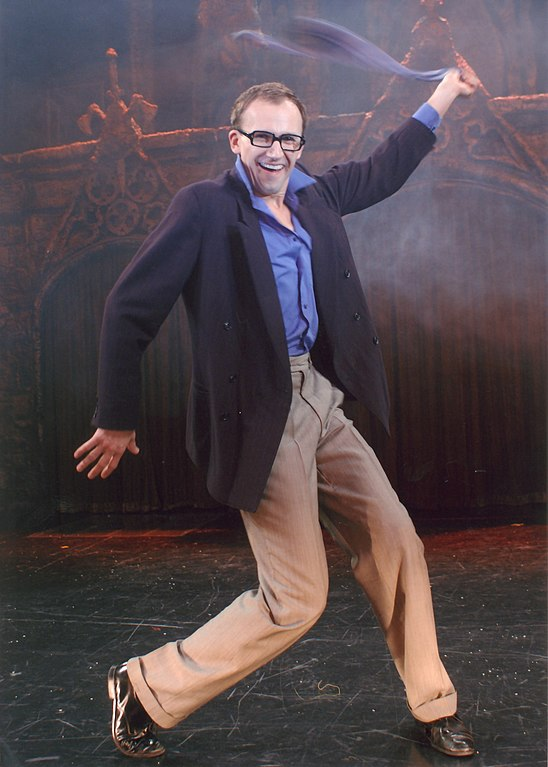
The Rocky Horror Show, Teatr Rozrywki w Chorzowie – Brad Majors

### Spektakle i improwizacje teatralne
- 1998: Baśń chaotyczna według K.M. Bellmana, reż. Wojciech Kościelniak (Teatr nr 12 we Wrocławiu)
- 1998: Skrzypek na dachu, reż. Jan Szurmiej (Teatr Muzyczny – Operetka Wrocławska)
- 1998: Sztukmistrz z Lublina, reż. Jan Szurmiej (Teatr Muzyczny – Operetka Wrocławska)
- 1998: Grek Zorba, reż. Jan Szurmiej (Teatr Muzyczny – Operetka Wrocławska)
- 1998: Historia PRL według Mrożka, reż. Jerzy Jarocki (Teatr Polski we Wrocławiu) – S z „Zabawy”
- 1999: Krwawe gody, reż. Jan Szurmiej (Teatr Polski we Wrocławiu) – Pan młody
- 1999: The Rocky Horror Show, reż. Marcel Kochańczyk (Teatr Rozrywki w Chorzowie) – Brad Majors
- 2000: Miss Saigon, reż. Wojciech Kępczyński (Teatr Roma w Warszawie) – Właściciel klubu Moulin Rouge
- 2001: Piotruś Pan, reż. Janusz Józefowicz (Teatr Roma w Warszawie) – Indianin
- 2002: Grease, reż. Wojciech Kępczyński (Teatr Roma w Warszawie) – Eugene Florczyk
- 2003: Przygody Tomka Sawyera, reż. Marek Obertyn (Teatr Na Woli w Warszawie) – Huck Finn
- 2004: Szatan z siódmej klasy, reż. Maciej Wojtyszko (Teatr Na Woli w Warszawie) – Tomek Kaczanowski
- 2005: Chłopcy z Placu Broni, reż. Dariusz Sikorski (Teatr Na Woli w Warszawie) – Gereb
- 2007: Pieśni miłości i nienawiści według Leonarda Cohena, reż. Sławomir Gaudyn (Teatr Dramatyczny w Tarnowie)
- 2007: Hamlet i inni, reż. Wojciech Markiewicz (Teatr Dramatyczny w Tarnowie) – Hamlet
- 2008: improwizowane czytania dramatów (Teatr Powszechny w Radomiu, Teatr im. Jana Kochanowskiego w Opolu, Teatr Dramatyczny w Tarnowie)
- 2009: Idiota, reż Wojciech Kościelniak (Teatr „Capitol” we Wrocławiu) – Książę Myszkin
- 2012: Operetka, reż. Wojciech Kościelniak (Teatr Dramatyczny w Warszawie) – Ksiądz
- 2017: Popiełuszko, reż. Jan Nowara (Teatr Dramatyczny im. Aleksandra Węgierki w Białymstoku) – Ksiądz Jerzy

### Koncerty
- 1996: Pieśń komunardów według B. Brechta, reż. Wojciech Kościelniak (Festiwal Szkół Teatralnych w Krakowie i Łodzi)
- 1997: Koncert piosenek Agnieszki Osieckiej, reż. Wojciech Kościelniak, aranż. muz. Włodzimierz Nachorny (Festiwal Artystyczny Młodzieży Akademickiej FAMA w Świnoujściu)
- 2003: Musicale, musicale... – koncert, reż. Wojciech Kępczyński (Teatr Roma w Warszawie)
- 2012: Tak jest – koncert piosenek Jacques’a Brela, reż Wojciech Kościelniak, aranż. muz. Piotr Dziubek (Gala 33 Przeglądu Piosenki Aktorskiej we Wrocławiu)

### Filmografia
- 1996: Ciuciubabka – obsada aktorska
- 1998–1999: Życie jak poker – Janusz, ochroniarz Marysi
- 1999: Historia PRL według Mrożka (spektakl telewizyjny) – chłopiec S / Zomowiec XI
- 2002: Klan (serial telewizyjny) – Karol, mistrz fryzjerstwa
- 2003: Na wspólnej – sekretarz redakcji
- 2005: Rodzina zastępcza – Piotrek, mąż Kasi (odc. 220)
- 2007: Mamuśki – klient (odc. 11)
- 2008: Teraz albo nigdy! – pracownik (odc. 5)
- 2009–2011: Klan (serial telewizyjny) – redaktor Bogdan Popiołek
- 2009: Barwy szczęścia – Bartłomiej Poremba (odc. 263)
- 2010: Plebania (serial telewizyjny) – Cezary Prószczyński (odc. 1598–1599)
- 2010: M jak Miłość – policjant (odc. 739)
- 2011: Przepis na życie – sanitariusz (odc. 20)
- 2011: Czas honoru – tajniak (odc. 42–43)
- 2013: Barwy szczęścia – doktor Jerzy Kocoń (odc. 882, 884)
- 2014: Klan (serial telewizyjny) – ojciec Andżeliki
- 2014: Ranczo (serial telewizyjny) – facet (odc. 102)
- 2014: Prawo Agaty – technik policyjny (odc. 67)
- 2014: Ojciec Mateusz – mężczyzna (odc. 144)
- 2015: Listy do M. 2 – mąż kochanki „Mela”
- 2015: Błogosławiona wina – obsada aktorska
- 2016: Na sygnale – ojciec (odc. 89)
- 2017: Na wspólnej – Jerzy Mikos (odc. 2575, 2585, 2587)
- 2018: Przyjaciółki (serial telewizyjny 2012) – Malewski (odc. 136, 139)
- 2018: Popiełuszko (spektakl telewizyjny) – Ksiądz Jerzy Popiełuszko
- od 2018: Pierwsza miłość (serial telewizyjny) – Mielcarek, dyrektor i prezes gazety Yolo
- 2018: Ojciec Mateusz – lekarz pogotowia (odc. 262)

### Polski dubbing
- 2008: serial The Simpsons – głosy w wersji polskiej:

## Udział w programach telewizyjnych
- 2001: Rower Błażeja
- 2002: Dziennik Telewizyjny Jacka Fedorowicza

## Dyskografia
- 1999: Krwawe gody, muz. Zbigniew Karnecki (wydawnictwo Luna)